# Aeroportul Keningau
Aeroportul Keningau (IATA: KGU, ICAO: WBKG) este un aeroport din Bahagian Pedalaman⁠(d), Sabah, Malaysia.
Situat la o altitudine de 316 m, aeroportul dispune de o singură pistă. Este operat de Malaysia Airports⁠(d).